# Kalaallit Nunaata Radioa
Kalaallit Nunaata Radioa (förkortat KNR) är ett grönländskt public service-bolag. Bolaget sänder radio sedan 1958, och TV sedan 1982.

## TV- och radiokanaler
- KNR-TV
- KNR (radiokanal)